# Chilostoma planospira
Chilostoma planospira е вид охлюв от семейство Helicidae.

## Разпространение и местообитание
Видът е разпространен в Италия (Сицилия).
Обитава скалисти райони и гористи местности в райони с умерен климат.